# فرودگاه صحرایی لمن
فرودگاه صحرایی لمن (به انگلیسی: Lehman Field) یک فرودگاه خصوصی است که یک باند فرود چمن دارد و طول باند آن ۷۰۱ متر است. این فرودگاه در کشور ایالات متحده آمریکا قرار دارد و در ارتفاع ۳۰۵ متری از سطح دریا واقع شده است.